# Coordenadoria de Recursos Especiais
A Coordenadoria de Recursos Especiais (CORE) é uma unidade de operações policiais especiais da Polícia Civil do Estado do Rio de Janeiro, destinada à intervenção policial em ocorrências que exijam excepcional adestramento, pela complexidade do trabalho e riscos que o envolvem.

## Atuação
A maioria das missões da CORE envolve o apoio operacional policial em áreas de alto risco, infestadas por quadrilhas de narcotraficantes fortemente armados. Neste tipo de atuação é a unidade precursora da PCERJ para ingresso na área da operação sendo a primeira unidade a entrar e a última a sair, dando segurança para que as equipes de outras unidades da PCERJ possam fazer o seu trabalho (como o cumprimento de mandados judiciais de buscas ou de prisões etc.).
Embora a CORE tenha-se destacado pelo apoio que presta aos outros órgãos policiais, também executa rotineiramente muitas operações especiais de grande importância, como, por exemplo, desativação de artefatos explosivos, operações com snipers,  operações com cães farejadores, resgate de reféns e segurança de autoridades.
Dentre às operações policiais em que a CORE tem participado desde a sua criação, incluíram-se as operações em resposta aos atos de violência praticados pelo crime organizado em 2010. Durante essas ações foram invadidos e reconquistados importantes territórios que estavam há muito tempo sob o domínio da facção criminosa chamada de Comando Vermelho.

## Treinamento

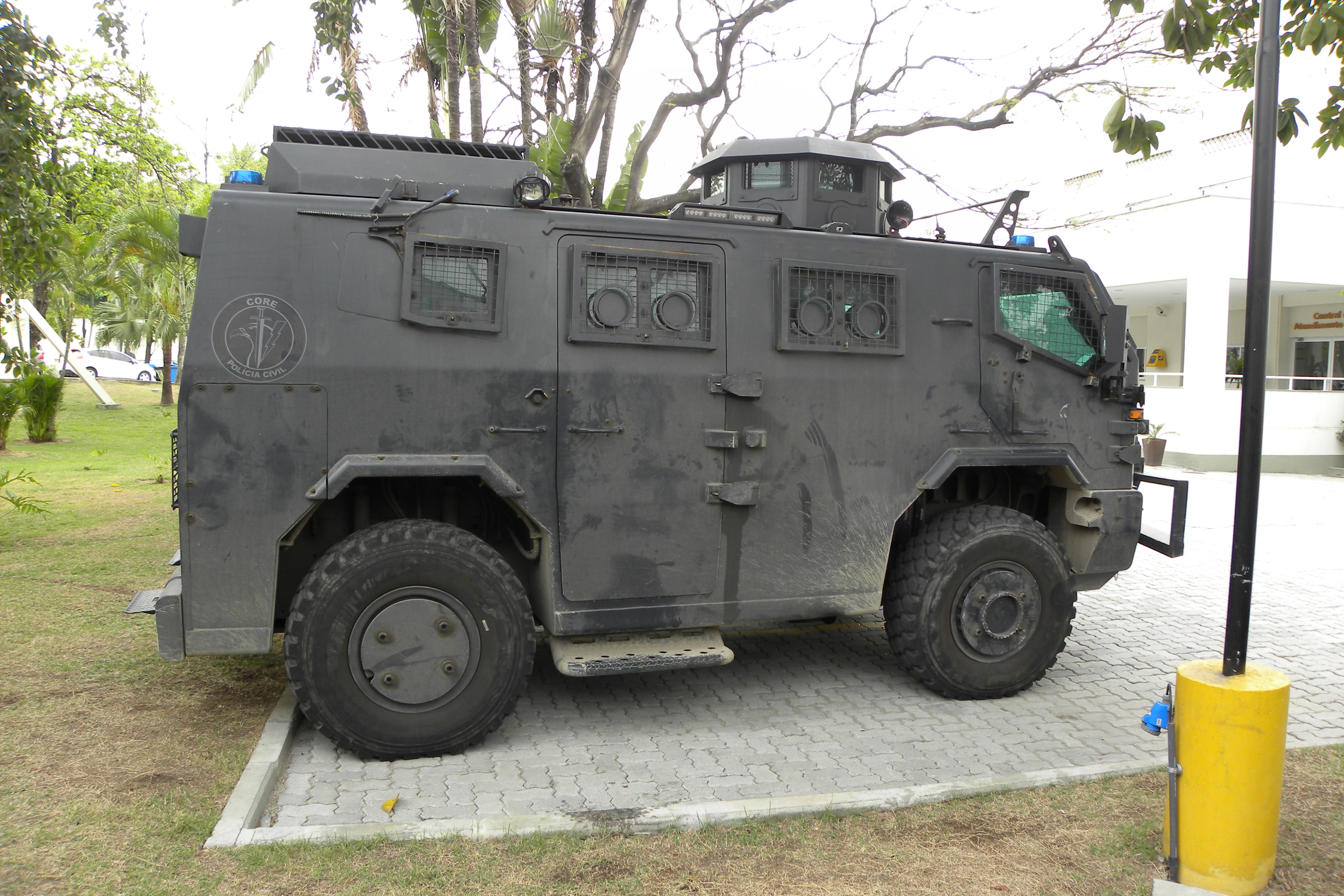
Blindado da CORE - 2014

Quando os policiais da CORE não estão participando de operações,  executam rigorosos treinamentos especializados diariamente que visam assegurar o bom desempenho e diminuir as possibilidades de erros nas operações. O treinamento envolve tiro de precisão, combate em ambientes confinados, desativação de artefatos explosivos, alpinismo, rappel e outros.
A CORE possui uma Seção de Treinamento Especializado, ministrando cursos teóricos e práticos para o seu pessoal, extensivos aos demais setores da Polícia Civil e outras forças policiais que deles necessitem. Alguns integrantes são treinados nas Forças Armadas e no estrangeiro, em países como Estados Unidos, Israel, Colômbia e França, multiplicando os conhecimentos ao regressarem.
A Coordenadoria de Recursos Especiais introduziu uma nova  tática de "Combate em Ambiente Confinado" (CQB), desenvolvida por seus operacionais e designada como Entrada CORE. 
Trata-se de procedimento destinado a conferir maior segurança nas operações reais, surgido da experiência da unidade operacional e aperfeiçoada no curso dos seus  treinamentos. 

## Galeria

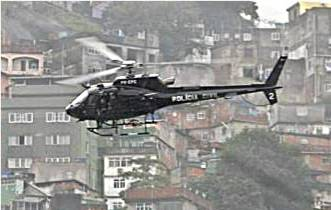
Eurocopter Ecureuil Águia 2
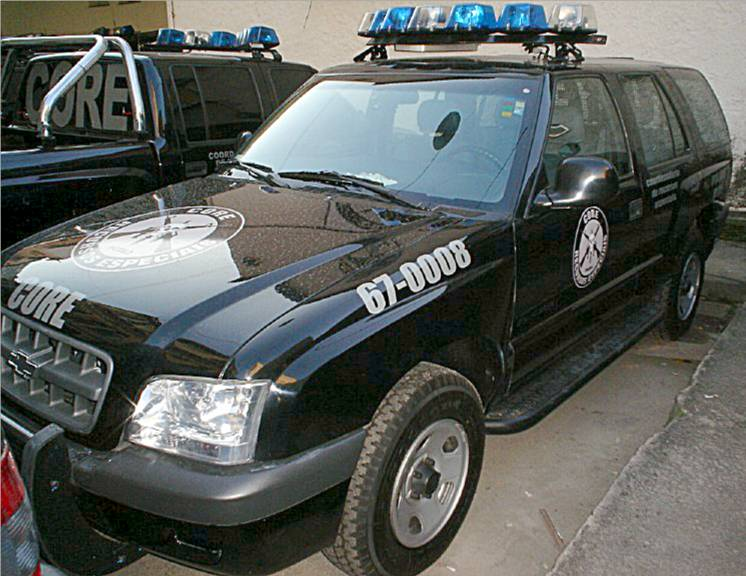
Viatura da CORE
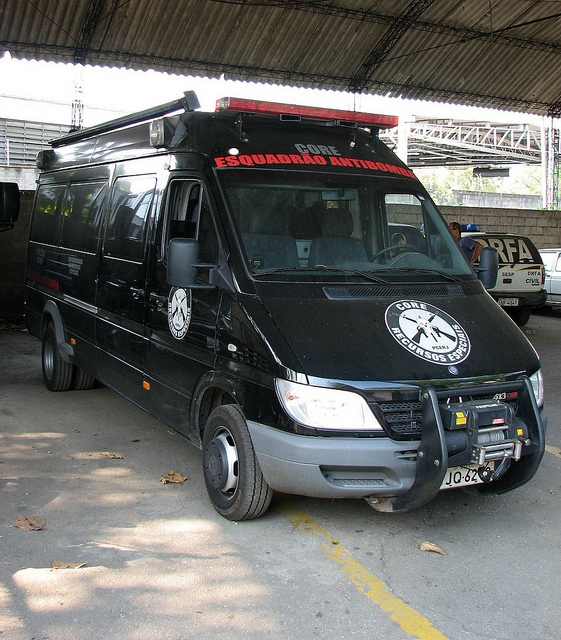
Viatura do Esquadrão Anti-bomba
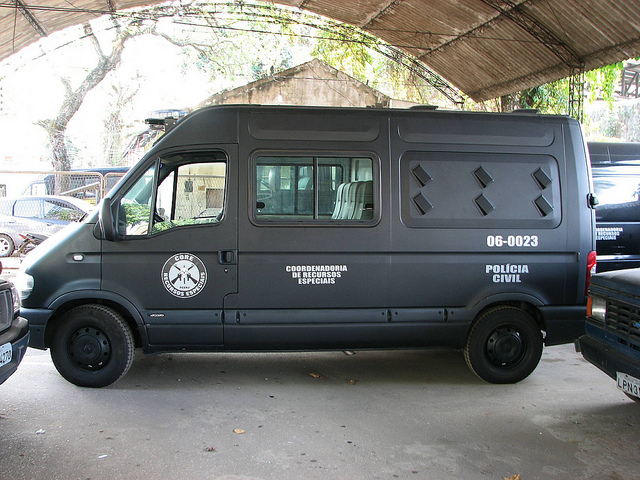
Viatura da Unidade com cães
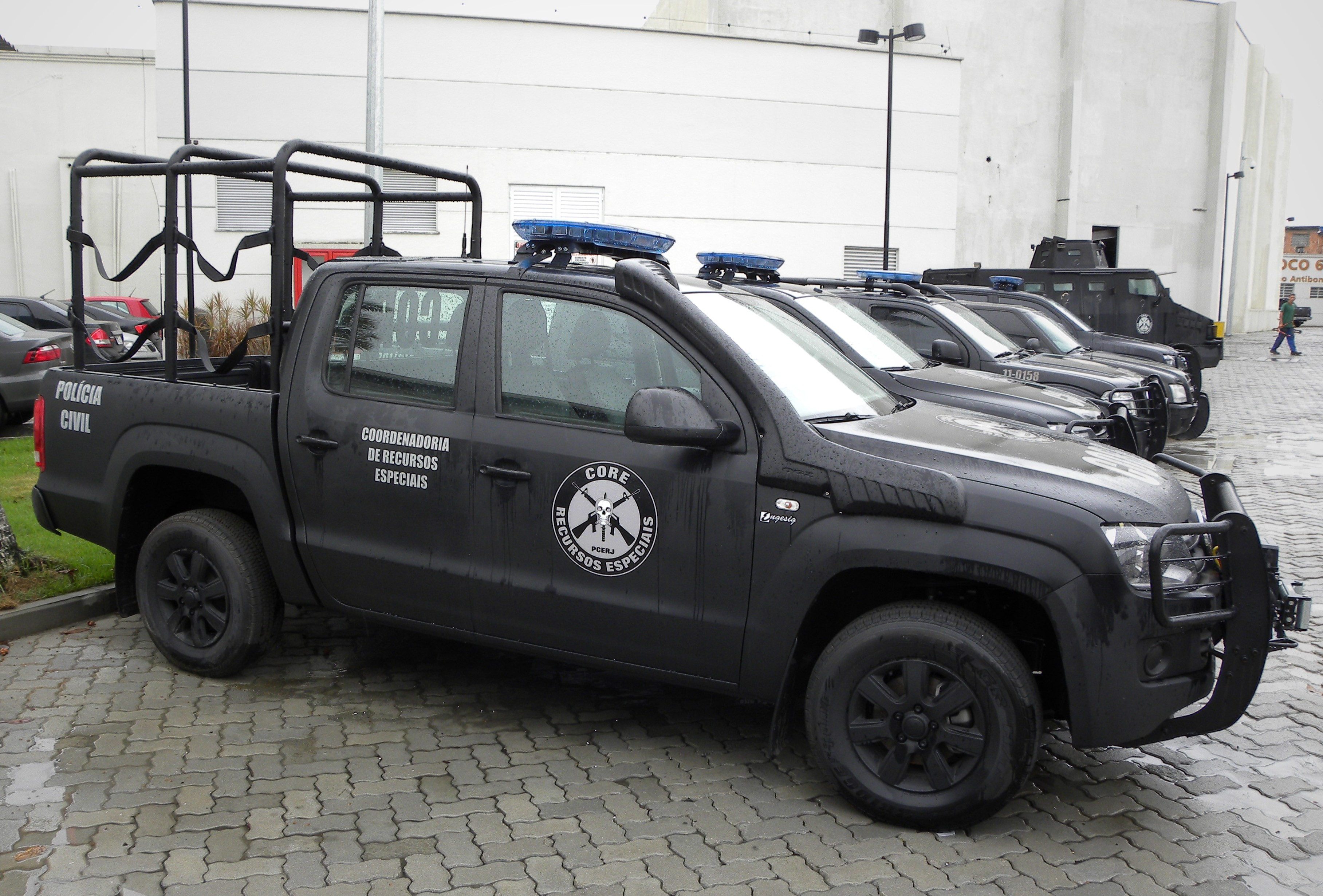
Veículos operacionais
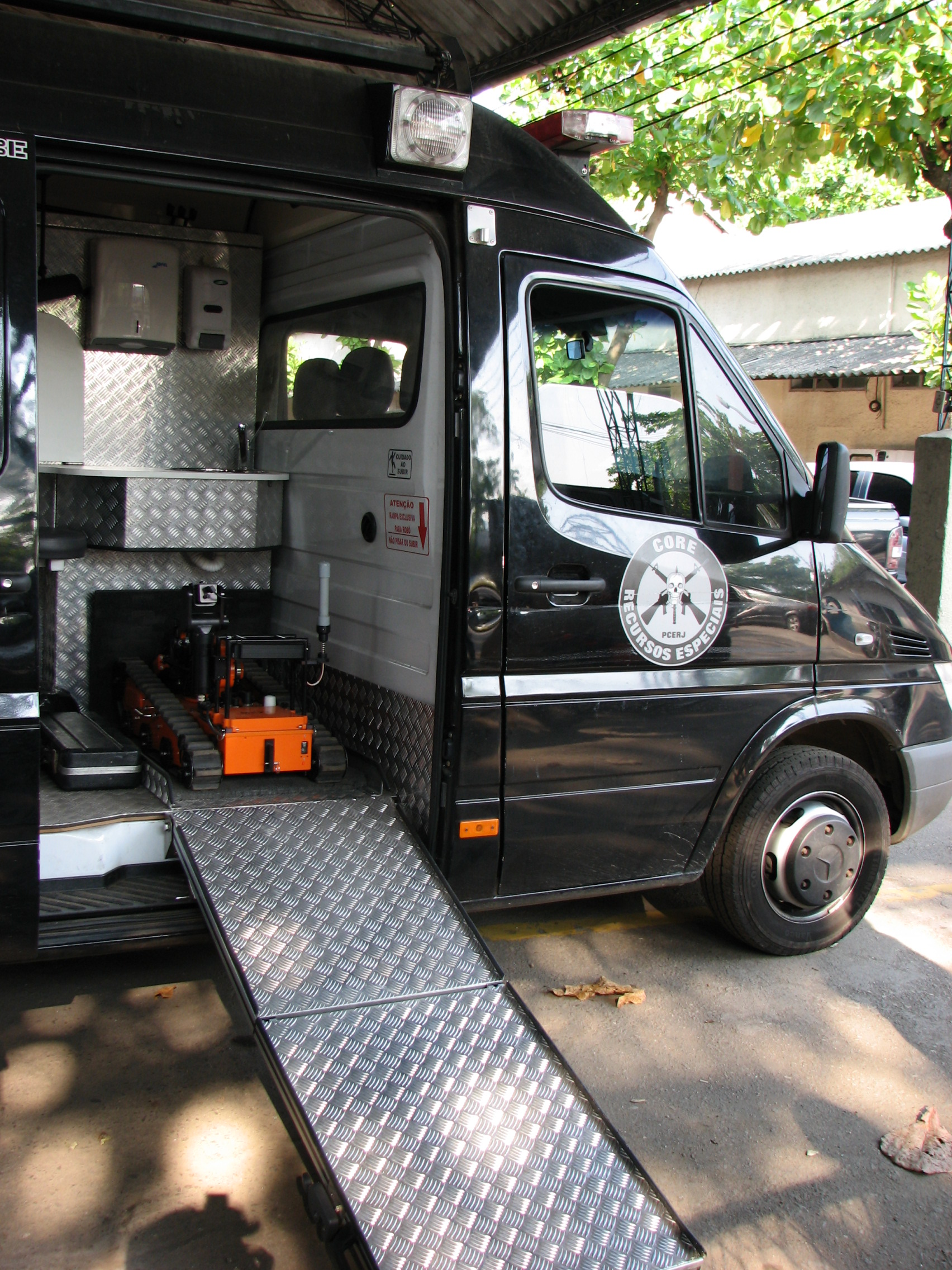
Equipamento antibomba